# Ла Ринконада (Перу)
Ла Ринконада (esp.: La Rinconada) је град смештен у перуанским Андима, у близини рудника злата. Простире се до висине од 5 100 m, те представља највише стално насеље на Земљи.

## Географија
Град је смештен на Кордиљерском забрежју, које је такође рударско насеље. Просечна температура је 4 °C, а влажност 69%.